# Aïssatou Tounkara
Pour les articles homonymes, voir Tounkara.
Aïssatou Tounkara, née le 16 mars 1995 à Paris, est une footballeuse internationale française évoluant au poste de défenseure centrale au Paris Saint-Germain.

## Carrière

### Club
Aïssatou Tounkara commence le football au Buttes-Chaumont SC, où elle reste jusqu'à l'automne 2008. Elle rejoint alors le FF Issy-les-Moulineaux, dont l'équipe fanion est en D2. Elle franchit un cap en intégrant le prestigieux FCF Juvisy à l'intersaison 2010. Elle ne joue pas régulièrement avec l'équipe première mais dispute malgré tout les deux demi-finales de Ligue des champions contre Lyon en 2013 (défaites 0-3 à Lyon puis 1-6 dans l'Essonne). Elle rentre en cours du match à ces deux occasions, écopant même d'un carton jaune en toute fin de match aller, au cours d'un match "tendu".
Elle signe à l'Atletico de Madrid à l'été 2018. Elle y reste 4 saisons durant lesquelles elle remporte le championnat et la Supercoupe d'Espagne.
Elle signe à Manchester United en 2022.
Elle signe à Paris Saint Germain en 2023.

### Carrière internationale
Aïssatou Tounkara est appelée en sélections de jeunes avec l’équipe de France. Elle débute par l'équipe de France des moins de 16 ans contre la Norvège le 4 juillet 2011.
Au printemps 2012, elle est retenue dans l'équipe de France U-17 lors du Championnat d'Europe des -17 ans.
À l'été 2014, elle est retenue dans le groupe de France U-20 lors de la Coupe du monde des -20 ans au Canada.

#### Coupe du monde de football féminin des moins de 17 ans 2012
En septembre 2012, Aïssatou Tounkara est à nouveau sélectionnée pour la Coupe du monde de football féminin des moins de 17 ans 2012 en Azerbaïdjan.
Régulièrement titulaire au cours du tournoi, elle dispute la finale dans son intégralité. La France dispose finalement de la Corée du Nord aux tirs au but, au bout du suspense (7-6).

#### Championnat d'Europe de football féminin des moins de 19 ans 2013
En 2013, elle est intégrée au groupe de l'équipe de France féminine des moins de 19 ans.
Cette sélection se qualifie pour le Championnat d'Europe de la catégorie, qui se dispute en août 2013 au Pays de Galles, grâce à son parcours en qualification.
Pendant cette compétition, Tounkara est titulaire lors de plusieurs matches, dont la finale, remportée 2-0 après prolongation contre les anglaises.

#### En équipe nationale
Tounkara participe à l'Euro 2017 sous le maillot numéro 14, anciennement porté par Louisa Necib-Cadamuro.
Le 7 mars 2018, Aïssatou Tounkara sort sur civière lors du match de l'Équipe de France contre l'Allemagne durant la SheBelieves Cup. Les examens réalisés dans la soirée révèlent qu'elle souffre d'une double fracture ouverte tibia fibula. Elle est opérée dans la soirée dans un hôpital d'Orlando et suit ensuite une période de rééducation.
Le 2 mai 2019, elle est convoquée parmi les 23 sélectionnées pour disputer la coupe du monde 2019.
En 2022, elle est sélectionnée pour participer au championnat d'Europe 2022 qui se déroule en Angleterre.

### Famille
Issue d'une famille originaire de la Gambie, son frère, Soulemane Tounkara, est mannequin.

## Palmarès
- Finaliste du Championnat d'Europe féminin des moins de 17 ans en 2012
- Vainqueure de la Coupe du monde des moins de 17 ans en 2012
- Vainqueure du Championnat d'Europe féminin des moins de 19 ans en 2013
- Vainqueure du Championnat d'Espagne avec l'Atletico de Madrid en 2019.
- Vainqueure de la Supercoupe d'Espagne avec l'Atletico de Madrid en 2021.